# 尤里·纳吉宾
尤里·马尔科维奇·纳吉宾（俄语：Ю́рий Ма́ркович Наги́бин，1920年4月3日—1994年6月17日），苏联著名作家、编剧。
尤里·纳吉宾于1920年出生于莫斯科，1938年进入莫斯科国立医科大学学习，但旋即转入国立全苏电影学院。苏德战争开始后，学院被疏散到阿拉木图，而纳吉宾于1941年应征入伍，先后在沃尔霍夫、沃罗涅日方面军服役，后因伤退出一线，担任《劳动报》军事记者直到战争结束。战后，纳吉宾历任《社会主义农业报》记者、《我们同代人》杂志编委等职务。 
纳吉宾于1940年在《星火》杂志上发表了处女作《双重的错误》，于1943年出版第一部小说集《前线来的人》，作为前线一代的代表登上苏联文坛。战后，纳吉宾开始专注于文学创作，他的小说主题涵盖苏德战争、战后的人民生活、童年回忆、乡村散文、生态主题和俄罗斯历史等多个方面，被评价为“富有生活气息且擅于细节描写”，典型的如1962年发表的短篇小说《清水塘》（或译《热妮亚·鲁勉采娃》，本作极大地影响了路遥对《平凡的世界》的创作，是纳吉宾在中文世界中最著名的作品 ）。七八十年代，他又转向传记写作，创作了二十余部描写巴赫、柴可夫斯基和普希金等文艺界名人的传记，如描述普希金少年生活的《皇村的早晨》。
纳吉宾还是苏联最多产的剧本家之一，他于1954年开始创作电影剧本，共有40余部剧本被拍摄为电影，著名的有《夜来客》(1958)、《最慢的列车》(1963)、《主席》(1964)、《伊万洛夫一家》(1975)等。此外，他于1975年撰写剧本的，由黑泽明导演的苏日合拍电影《德苏乌扎拉》获得了次年的奥斯卡最佳外语片奖，这部电影讲述了沙俄探险家弗拉基米尔·阿尔谢尼耶夫在乌苏里江流域的勘探之行。
纳吉宾曾结了六次婚，但没有留下任何子女。1994年6月17日，纳吉宾于莫斯科郊外的作家村逝世，葬于新圣女公墓。

## 外部連結
- Nagibin at SovLit.net （页面存档备份，存于）
- 尤里·纳吉宾在互联网电影资料库（IMDb）上的資料（英文）